# František Lexa
František Lexa (ou François Lexa), né le 5 avril 1876 à Pardubitz et mort le 13 février 1960 à Prague est un égyptologue tchécoslovaque, fondateur de l'égyptologie en Tchécoslovaquie.

## Biographie
Après avoir été diplômé de l'école secondaire, František Lexa étudie entre 1895 à 1900 à l'université de Prague les mathématiques, la physique, la philosophie et la psychologie. Il enseigne entre 1901 à 1906 à l'école secondaire de Hradec Králové et apprend en autodidacte la langue égyptienne. En 1907-1908, il bénéficie d'une bourse et part étudier l'égyptologie à Berlin et à Strasbourg. František Lexa passe le reste de sa carrière à l'université Charles de Prague, d'abord comme chargé de cours privé en égyptologie (1919), puis comme professeur agrégé en 1922 puis comme premier professeur d'égyptologie de la Tchécoslovaquie en 1927 et enfin comme premier directeur de l'Institut tchécoslovaque d'égyptologie en 1958.
Les principaux travaux de František Lexa sont consacrés à la religion égyptienne, à la magie, et à la linguistique. Il est aussi le premier à traduire la littérature égyptienne antique en langue tchèque. Parmi ses étudiants figurent Jaroslav Černý (1898-1970), Zbyněk Žába (1917-1971) et sa fille Irena Lexová.

## Ouvrages
František Lexa est l'auteur de plusieurs ouvrages écrits en différentes langues (tchèque, allemand et français) :
- Beiträge zum demotischen Wörterbuche aus dem Papyrus Insinger, Prague 1916.
- Pokus egyptského krále Amenhotepa IV. Achenatona o zavedení světového náboženství, Prague-Karlín 1920.
- Náboženská literatura staroegyptská (2 volumes), Kladno 1921.
- Beletristická literatura staroegyptská, Kladno 1923.
- Staroegyptské čarodějnictví, Kladno 1923.
- Comment se révèlent les rapports entre les langues Hamitiques, Sémitiques et la langue Égyptienne dans la grammaire des pronoms personnels, des verbes et dans les numéraux cardinaux 1–9. Prague, 1925
- Obecné mravní nauky staroegyptské (3 volumes), Prague, 1926–29.
- La magie dans l’Égypte antique de l’ancien empire jusqu'à l’époque copte (3 volumes), Paris, 1925.
- Grammaire démotique (7 volumes), Prague, 1938–51.
- Výbor ze starší literatury egyptské, Prague, 1947.
- Výbor z mladší literatury egyptské, Prague, 1947.
- Jak měli staří Egyptané rádi Ptolemaia, Prague, 1948.
- Veřejný život ve starověkém Egyptě (2 volumes), Prague, 1955.